# Іванченко Раїса Петрівна
Раї́са Петрі́вна Іва́нченко (30 листопада 1934, Гуляйполе, нині Запорізької області) — українська історикиня, письменниця (проза, поезія), публіцистка.
Кандидат історичних наук (1967). Професор (1997). Відмінник освіти України (1997). Заслужений діяч мистецтв України (1999) . Член Національної спілки письменників України (від 1977 року).
Прізвище: батьківське — Картель, материнське — Іванченко, шлюбне — Іванова.

## Життєпис
1957 року закінчила історичний факультет Київського університету. Була на журналістській роботі: у червні — жовтні 1957 року — завідувачка відділу інформації редакції газети «Молодь України», у 1957—1965 роках працювала в редакції іномовлення Українського радіо.
1966 року вступила до КПРС.
1967 року закінчила аспірантуру Київського університету. Того ж року захистила кандидатську дисертацію «Місце Михайла Драгоманова у суспільно-політичному русі Росії та України в другій половині 19 століття».
За публікації, присвячені Михайлові Драгоманову, зокрема повість «Передчуття весни» (1970), монографію «Михайло Драгоманов у суспільно-політичному русі Росії та України (друга половина 19 століття)» (1971), роман «Клятва» (1971), зазнала критики партійного та радянського керівництва.
Від 1967 року викладала в Київському університеті: у 1967—1987 роках — асистентка, старша викладачка, доцентка кафедри історії України, у 1987—1993 роках — доцентка кафедри історії народів Росії.
Від 1994 року — доцентка, від 1996 року — професор кафедри теорії та історії культури України Київського інституту культури (нині — Київський національний університет культури і мистецтв).
Від 1996 року — професор і завідувачка кафедри суспільних наук Київського міжнародного університету.
У 1994—1996 роках була головою Київської крайової організації Всеукраїнського товариства «Просвіта» імені Тараса Шевченка.
Від 1998 року голова благодійного братства святої княгині Ольги при Українській православній церкві Київського патріархату.
Раїса Іванченко захоплюється малюванням і вирощуванням помідорів.

## Родина
- Батько Петро Силович Картель (1904—1990) — учитель української мови та літератури.
- Мати Ганна Михайлівна Іванченко (1912—2004) — медсестра.
- Чоловік Георгій Тихонович Іванов (1929—1988) — кандидат філософських наук, доцент Київського педагогічного інституту.
- Дочка Людмила Георгіївна (1960) — кандидатка історичних наук, професор Національного педагогічного університету імені Михайла Драгоманова, одружена з директором Інституту історії України НАН України академіком В. А. Смолієм.
- Онук Андрій Смолій — український громадський діяч, політичний експерт, юрист-міжнародник, кандидат юридичних наук.

## Творчість
Раїса Іванченко друкується від 1957 року.
Авторка книг:
- «Клятва» (1971)
- «Любити не просто» (1976)
- «Не розминайсь із собою» (1980)
- «Гнів Перуна» (1982)
- «Золоті стремена» (1984)
- «Сіті життя і смерті» (1986)
- «Зрада, або як стати володарем» (1988)

Історична повість «Передчуття весни» (1970) та роман «Клятва» (1971) — про життя і творчість Михайла Драгоманова.
Збірки повістей і оповідань «Любити не просто» (1976) і «Не розминись із собою» (1980) присвячено морально-етичним проблемам сучасності.
Своєрідною тетралогією про Київську Русь, її міжнародні зв'язки є романи «Гнів Перуна» (1982, 1985), «Золоті стремена» (1984), «Зрада, або Як стати володарем» (1988) та «Отрута для княгині» (1995). З їхніх сторінок постають образи видатних державців Діра і Аскольда, Рюрика, Олега, Ярослава Мудрого, Володимира Мономаха, Данила Галицького, Олександра Невського, відомих мислителів Нестора Літописця, Іларіона, Кирила і Мефодія та ін.
Окремі твори Раїси Іванченко перекладено російською і вірменською мовами.
Авторка циклу радіопередач «З історії української державності» (1993—1994, 2001), «Історія без міфів» (2001—2003) та ін.
За участі Раїси Іванченко підготовлено кілька історико-документальних телефільмів: «Драгоманов», «Титан», «Історія Чорноморського флоту» (усі — 1995) та ін.

## Премії та нагороди
- 1996 — Шевченківська премія за тетралогію про Київську Русь: «Зрада, або Як стати володарем», «Гнів Перуна», «Золоті стремена», «Отрута для княгині» [3].
- 2004 — орден «За заслуги» III ступеня.
- 2004 — орден святої Великомучениці Варвари.
- 2007 — орден «За заслуги» II ступеня.
- Медалі «За трудову доблесть», «Ветеран праці» (1986).
- 2022 — лауреатка Всеукраїнської літературно-мистецької премії «Київська книга року» (2023)[4].